# سن-اتین-دو-بوآرنوآ، کبک
سن-اتین-دو-بوآرنوآ (به فرانسوی: Saint-Étienne-de-Beauharnois) شهری در منطقه شهری بوآرنوا-سالابری ناحیه مونترژی در استان کبک کانادا است. در سرشماری سال ۲۰۱۱ این شهر ۷۳۸ نفر جمعیت داشته‌است و مساحت آن ۴۱٫۶۲ کیلومتر مربع است.